# アレクセイ・カザコフ
アレクセイ・ヴァレリエヴィチ・カザコフ（ロシア語: Алексей Валерьевич Казаков, 1976年3月18日 - ）は、ロシアの男子バレーボール選手。ナーベレジヌイェ・チェルヌイ出身。ポジションはミドルブロッカー。元ロシア代表。

## 来歴
1996年、ロシアスーパーリーグのイスクラ・オジンツォボへ入団し、同年ロシア代表に選出される。1998年にイタリアへ渡り、セリエAのモデナとトレントで6年間プレーし、モデナ在籍時の2002年にセリエAのリーグ優勝を経験した。
歴代代表選手の中でも217cmの大型選手で、長年ロシア代表のミドルブロッカーとして活躍し、1999年ワールドカップで金メダル獲得に貢献し、3大会連続出場したオリンピックでは2000年シドニーオリンピックで銀メダル、2004年アテネオリンピックで銅メダル獲得に貢献した。2009年に代表に再招集され、ワールドリーグに出場した。
2004年からはロシアスーパーリーグでプレーし、2011年から在籍したウラル・ウファではキャプテンを務め、2013年チャレンジカップファイナル進出。2014年にゼニト・カザンからベロゴリエ・ベルゴロドへ移籍するも、怪我に悩まされオフシーズンにクラブから離脱し、2016年に現役引退を表明した。

## 人物
- 父はボクシング選手で195cm、母はバスケットボール選手で176cm。また祖父は200cm、妹も207cmある。
- 小さい頃から柔道、水泳、バスケなど様々なスポーツをしていたが、10歳のときに、父親からどれか一つに絞るように言われ、一番結果を出していたバレーボールを選んだ。

## 球歴
- オリンピック - 1996年（4位）、2000年（銀メダル）、2004年（銅メダル）
- 世界選手権 - 1998年（5位）、2006年（7位）
- ワールドカップ - 1999年（金メダル）
- ワールドリーグ - 1998年、2000年（準優勝）、1997年、2001年、2006年、2009年（3位）
- 欧州選手権 - 2005年（準優勝）、2001年、2003年（3位）

## 所属クラブ
- イスクラ・オジンツォボ（1996-1998年）
- パッラヴォーロ・モデナ（1998-2002年）
- トレンティーノ・バレー（2002-2004年）
- イスクラ・オジンツォボ（2004-2006年）
- ウラル・ウファ（2006-2009年）
- ロコモティフ・ノヴォシビルスク（2009-2010年）
- ディナモ・モスクワ（2010-2011年）
- ウラル・ウファ（2011-2013年）
- ゼニト・カザン（2013年）
- ベロゴリエ・ベルゴロド（2014年）